# Dead week
"Dead week" (tức tuần chết) là từ lóng trong tiếng Anh chỉ đến tuần trước các thi cử cuối cùng trong học kỳ tại các trường cao đẳng và trường đại học Mỹ. Tùy trường, nó còn có tên "Hell Week" (Tuần Địa ngục), "các ngày đọc" (reading days), hay "Thời kỳ Cuối Học kỳ" (End-Quarter Period). Sinh viên hay chần chừ đọc sách vở cho mãi đến tuần này, và nhiều khi phải nộp các bài luận cuối cùng. Tên của tuần này có thể bắt nguồn từ trạng thái "gần chết" của các sinh viên hay sự yên lặng tại trường trong tuần. Các sinh viên sửa soạn cho bài thi và bài luận bằng cách học tập suốt đêm, thường uống cà phê, viên caffein, hoặc thức uống tăng lực để thức. Trong thời gian này, những sinh viên có thể bị mất ngủ, dễ nổi cơn, và stress.
Một số trường cũng ra lệnh cấm giáo viên không được bắt sinh viên phải nộp bài hay lấy bài thi và cấm tổ chức sinh viên không được hội họp vào tuần chết. Nhiều ký túc xá bắt các sinh viên phải im lặng phần lớn các ngày trong tuần, để giúp những người muốn sửa soạn cho thi cử hoặc đang viết bài luận. Ngược lại, nhiều trường có truyền thống điên điên để giảm căng thẳng: thí dụ các sinh viên mở cửa sổ vào lúc nửa đêm và hò hét một hay các đêm trong tuần; trò này có nhiều tên như "Tiếng hét Nguyên thủy" (Primal Scream) hay "Chứng điên Nửa đêm" (Midnight Madness). Tại Đại học Harvard, "Tiếng hét Nguyên thủy" chỉ đến truyền thống chạy cởi trần ở trung tâm khu trường vào đêm trước kỳ thi.
Từ "tuần chết" cũng chỉ đến một giai đoạn trong quá trình tham gia sinh hoạt hội sinh viên (fraternity) tại trường đại học.